# Rhipidura brachyrhyncha
El abanico dimorfo (Rhipidura brachyrhyncha) es una especie de ave paseriforme de la familia Rhipiduridae endémica de las montañas de Nueva Guinea.

## Taxonomía
Existen dos subespecies:
- R. b. brachyrhyncha - noroeste de Nueva Guinea.
- R. b. devisi - centro y este de Nueva Guinea.

## Distribución y hábitat
Se encuentra en las montañas de Nueva Guinea. Su hábitat natural son los bosques húmedos tropicales montanos.